# 陳瑞斌
陳瑞斌，中華民國（台灣）政治人物，曾任高雄縣旗山鎮民代表二屆、旗山鎮農會理事長二屆，後代表中國國民黨當選為第一屆第三次增額立法委員。